# Sectie (krijgsmacht)

NATO sectie

Een sectie heeft meerdere betekenissen gehad. Het is echter van oudsher een van de kleinste eenheden in het leger.
In de Franse tijd vormden twee secties samen een peloton. Een sectie bestond uit twee of meer escouades.
In de periode voor de Tweede Wereldoorlog was een sectie het equivalent van wat men naoorlogs peloton is gaan noemen.